# Шиннскаттеберг
Шиннскаттеберг (швед. Skinnskatteberg) — місто в центральній Швеції, адміністративний центр Вестманланду та є адміністративним центром комуни Шиннскаттеберг, Швеція з населенням в 2,287 жителів станом на 2010 рік.

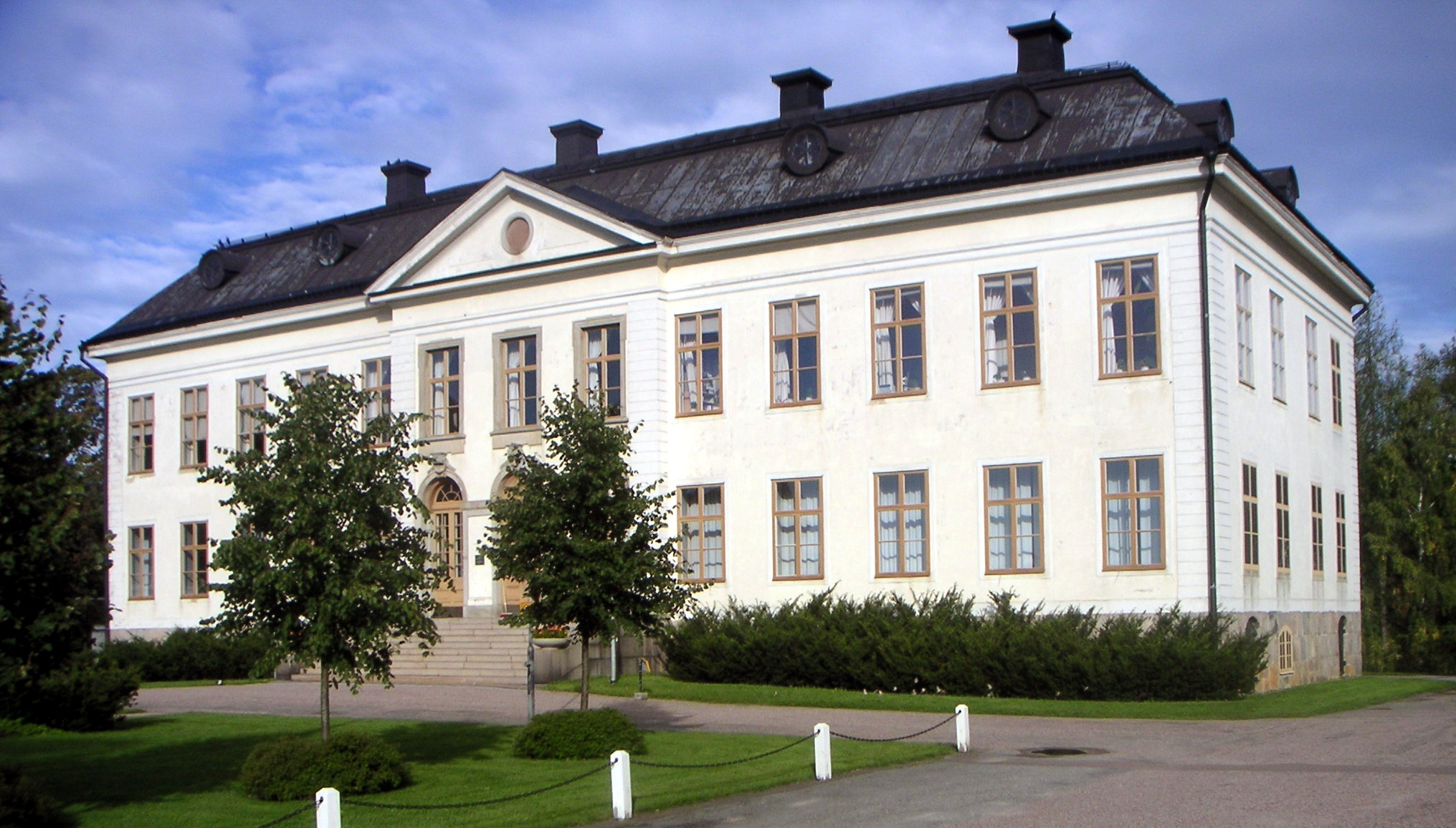
Маєток міста Шиннскаттеберг
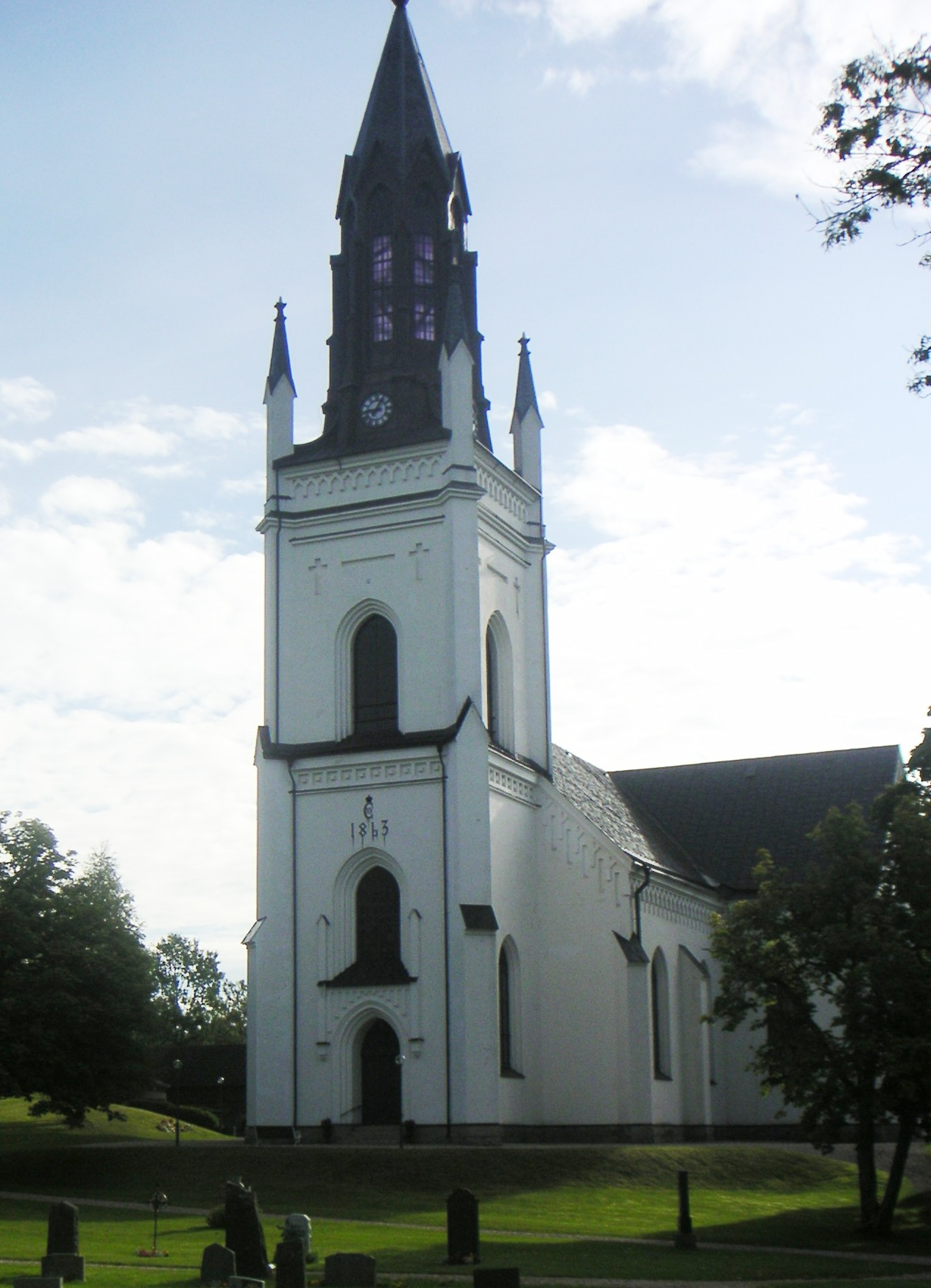
Церква міста Шиннскаттеберг
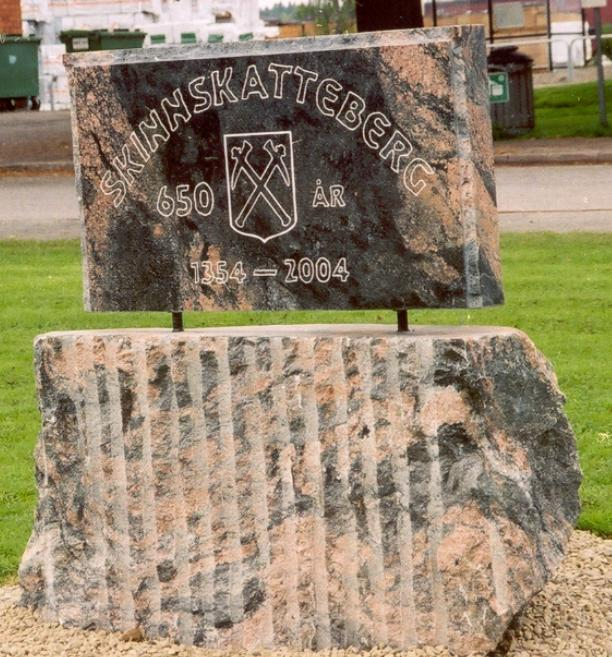
Монумент на честь 650-річчя міста